# Bildechingen
Bildechingen ist einer von 17 Stadtteilen der Stadt Horb am Neckar. Er liegt im Südosten des Landkreises Freudenstadt im Bundesland Baden-Württemberg.

## Geographie

### Lage
Die Ortschaft Bildechingen liegt 3,5 km nordöstlich von Horb am Neckar am Südwestrand des oberen Gäus bzw. am östlichen Rande des Nordschwarzwalds auf einer Höhe von 504 m ü. NN und hat ungefähr 2.200 Einwohner.

### Nachbarorte
An Bildechingen grenzen die Orte Eutingen im Gäu, Mühlen, Horb am Neckar und Hochdorf.

### Ortsgliederung
Zur Ortschaft Bildechingen gehört auch die Wohnsiedlung Haugenstein, die sich aus 30 zweigeschossigen Wohngebäuden mit insgesamt 120 Wohnungen sowie einem ehemaligen Schulgebäude, Laden- und Lagergebäude und einem eigenen Heizwerk. Die sogenannte „NATO-Siedlung Haugenstein“ in Nachbarschaft zur Hohenberg-Kaserne beherbergte einst französische Offiziere. 2010 wurde die Siedlung an einen privaten Investor verkauft.
Ebenfalls auf Bildechinger Gemarkung befindet sich das „Gewerbegebiet Hahner“ und das neue „Gewerbegebiet Hohenberg“.

## Geschichte

### Überblick
Der Ort wird im Jahr 768 und in den folgenden Jahren mehrfach in Urkunden genannt. Auf Bildechinger Gemarkung existiert auch die rund 2000 Jahre alte Bildechinger Viereckschanze, die auf eine zumindest vorübergehende, längere Besiedlung des Gebietes bereits in vorchristlicher Zeit hindeutet.
Die weithin sichtbare Pfarrkirche mit ihrem zum Teil aus romanischer Zeit stammenden Kirchturm ist ein Wahrzeichen der Gemeinde und der sie umgebenden Gäu-Hochfläche. Schon im Jahre 772 wird in Urkunden des Klosters Lorsch eine Basilika in Bildechingen erwähnt. Aus dieser Zeit dürften auch die noch romanischen Teile des Gotteshauses stammen. Nach einer Urkunde, die bei Renovierungsarbeiten im Jahre 1942 im Reliquiengrab gefunden wurde, soll der Hochaltar am 9. Oktober 1403 geweiht worden sein.
Wie aus Urkunden hervorgeht, gehörte der Ort ursprünglich einem gleichnamigen Geschlecht, von dem 1274 ein Walter und 1294 ein Hartmann genannt werden. Im Jahre 1287 verkaufte Pfalzgraf Ludwig von Tübingen einen Hof, Kapelle und Zehntscheuer an das Kloster Kniebis. Auch das Kloster Allerheiligen hatte im Jahre 1265 hier Besitzungen.
Die Ortschaft gehörte von jeher zur Grafschaft Hohenberg und zum Obervogteiamt Horb, dessen Schicksal es lange Zeit teilte. Im 12. und 13. Jahrhundert war neben den Klöstern Allerheiligen und Kniebis auch das Kloster Alpirsbach hier begütert. Darüber hinaus hatte der weltliche Hochadel hier namhafte Liegenschaften, die häufig ihren Besitzer wechselten. Nicht selten waren es Schulden, die die lebensfrohen Herren mit Bildechinger Scholle beglichen.
Nachdem im Zuge der Reformation der Herzog von Württemberg 1535 das Kloster Kniebis aufgelöst hatte, zog sich dessen letzter Prior Beatus Pleiss in die Kapellenbesitzung (Zehntscheuer) in Bildechingen zurück. Unbewusst wurde dadurch eine Voraussetzung für die am 19. November 1812 selbständig gewordene Pfarrei geschaffen.
Ein sehr trauriges Kapitel in der Geschichte der Gäugemeinde beginnt mit dem Dreißigjährigen Krieg, in dem Hungersnot, Pest und Seuchen unter der Bevölkerung wüteten. Ein Großteil der Äcker lag brach. Plünderndes Kriegsvolk misshandelte die Bewohner, stahl Vieh von Pflug und Wagen. Lange Jahre hatte die Gemeinde unter Quartierlasten und Truppendurchzügen zu leiden; dazu kamen häufig Unwetter die die Ernten vernichteten. Der Lebenswille der Bevölkerung war aber immer stärker und der Fleiß sowie der ausgesprochene gute Gemeinschaftsgeist in der Bürgerschaft trotzten all diesen Erschwernissen.
Die vor einigen Jahren noch rein bäuerliche Gemeinde konnte eine sprunghafte Entwicklung verzeichnen und ist durch die Erschließung der Neubaugebiete „Hirsche“, „Mühlwasen“ und „Gries“ zur Arbeiterwohngemeinde herangewachsen. Die Ansiedlung von Gewerbebetrieben hat zur Arbeitsstellenbeschaffung beigetragen und die Gemeinde attraktiver gemacht.
Der Ort ist an die Sammelkläranlage in Horb angeschlossen. Seit 1907 besitzt die Gemeinde Wasseranschluss, an das Stromnetz wurde sie 1910 angeschlossen.
Am 1. Juli 1971 wurde Bildechingen im Rahmen der Gemeindereform ein Stadtteil der Stadt Horb am Neckar, die später Große Kreisstadt wurde. Am Ort befinden sich ein Kindergarten und eine Grundschule. In Erfüllung der Eingemeindungsvereinbarung mit der Stadt Horb konnte am 8. Juni 1974 die Turn- und Festhalle ihrer Bestimmung übergeben werden. 1991 wurde der Kindergartenneubau in der „Breite“ bezogen.
Im Sommer 2018 feierte die Gemeinde ihr 1250-jähriges Jubiläum mit einem großen Fest.

### Wappen
Das Bildechinger Wappen zeigt auf weißem (silbernem) Grund eine gestürzte rote Pflugschar, begleitet von zwei fünfblättrigen roten Rosen.
Das Datum der Annahme des Wappens ist nicht mehr nachweisbar.
Die Pflugschar ist ein altes Fleckenzeichen, die Rosen ein Mariensymbol (Hinweis auf Marienkirche). Die Farben sind dem Wappen der Grafen von Hohenberg entnommen.

### Ortsneckname Blockstrecker
Eine alte Überlieferung besagt, dass der Bildechinger Gemeinderat einst bei einer Waldbegehung eine Rast machte. Als sich die Mitglieder des Gemeinderates auf einen Baumstamm setzen wollten, hatten jedoch nicht alle darauf Platz. Man versuchte daraufhin den Block zu strecken, was auch gelang.
Seither sind die Bildechinger unter dem Ortsnecknamen „Blockstrecker“ bekannt.
In der Bildechinger Narrenzunft gibt es seit 1994 eine Blockstrecker-Gruppe, welche sich auf die Überlieferung bezieht.

## Kultur und Sehenswürdigkeiten

### Bauwerke
- In der Wallfahrtskirche „Zur Schmerzhaften Mutter Gottes“ ist die Bildechinger Pietà zu finden, die sich aus der Zeit um 1400 als großformatiges Vesperbild aus Alabaster erhalten hat
- Die Zehntscheuer Bildechingen wurde um 1424 als Wohn-Wehr-Anlage errichtet. Der Massivbau hat erdgeschossige, zu einem Lager gehörigen Schartenöffnungen und zwei darüber rekonstruierbare Wohngeschosse sowie eine Brückenverbindung zum Turm der benachbarten Kirche. Seit dem Jahr 2000 wird die Zehntscheuer nach zweijähriger Umbauzeit als Gemeindezentrum der Katholischen Kirche Bildechingen genutzt.

### Vereine und Gruppierungen
In Bildechingen finden sich zahlreiche Vereine, darunter der Allgemeine Sportverein Bildechingen, die Narrenzunft, den Musikverein, den Obst- und Gartenbauverein oder die Katholische junge Gemeinde (KJG) Bildechingen.

### Regelmäßige Veranstaltungen
- 6. Januar bis Aschermittwoch: Fasnet
- Juni: Dorfmusikfest
- Juli: Sportwochenende
- Ende Juli: Weltranglisten-Damen-Tennis-Turnier BMW-AHG-Cup
- Dezember: Jahreskonzert des Musikverein Bildechingen
- 24. Dezember: „Volksweihnacht“ mit Singen und Musizieren unter dem Weihnachtsbaum

## Wirtschaft und Infrastruktur

### Verkehr

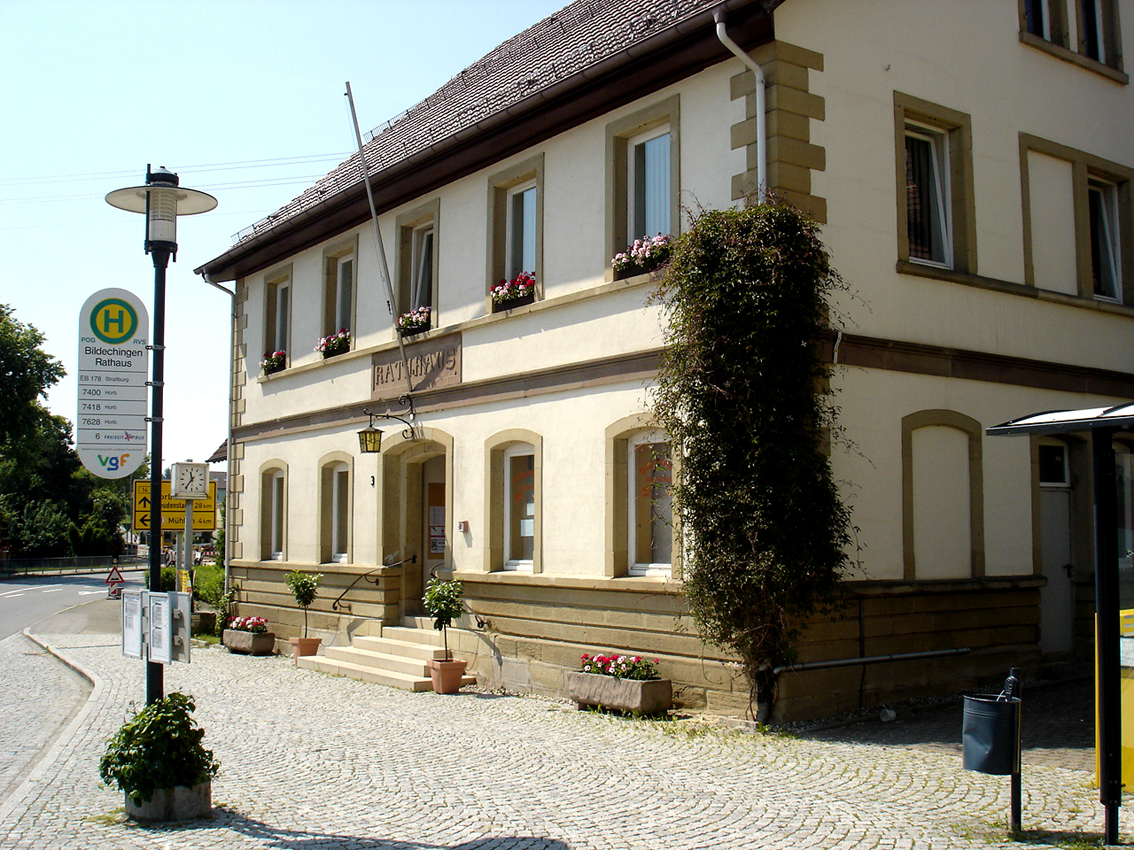
Rathaus Bildechingen mit Bushaltestelle (2010)

Die Bundesstraße 14 führt mitten durch Bildechingen und trennt den alten Ortskern von den zwei Siedlungen. Seit Jahrzehnten wird in Horb und der Region darüber diskutiert, ob eine Brücke über das Neckartal oder eine so genannte Gäutrasse (B 28 neu zwischen Freudenstadt und Ergenzingen) gebaut werden sollen. Dadurch soll auch Bildechingen vom Verkehr entlastet werden.

### Infrastruktur
- ehemaliges Rathaus aus dem Jahr 1843, heute mit Bürger-Service-Stelle
- Grundschule,
- Kindergarten,
- Freiwillige Feuerwehr

## Persönlichkeiten
- Festina Blank (1904–1944), Steyler Missionsschwester und Märtyrin
- Erich Weis (1910–2003), Romanist, Anglist und Lexikograf